# Saumon (aéronautique)
 (novembre 2013).
Si vous disposez d'ouvrages ou d'articles de référence ou si vous connaissez des sites web de qualité traitant du thème abordé ici, merci de compléter l'article en donnant les références utiles à sa vérifiabilité et en les liant à la section « Notes et références ».
Pour les articles homonymes, voir Saumon (homonymie).

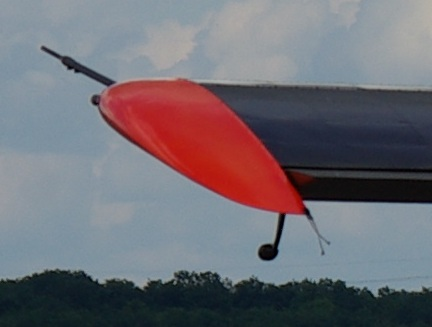
En rouge le saumon d'aile d'un MH-1521 Broussard.

En aéronautique, le saumon d'aile (wingtip en anglais) est la partie constituant l'extrémité d'une aile, qu'elle soit fixe (dans le cas d'un avion) ou tournante (comme le rotor principal d'un hélicoptère).

## Description
Il s'agit habituellement d'un caisson de forme allongée servant de carénage.
Sur les avions, des feux de position sont intégrés dans les saumons. Le feu de couleur rouge correspond à l'aile bâbord (partie gauche de la voilure lorsqu'on est à l'arrière de l'appareil et qu'on regarde vers l'avant), et le feu vert à l'aile tribord (partie droite).

## Composantes d'une aile
|  | 1. Emplanture 2. Longerons 3. Nervures 4. Bord d'attaque 5. Bord de fuite 6. Saumon |